# Giovanni Battista Pergolesi
Giovanni Battista Draghi, de alcunha Pergolesi ou, na época, Pergolese (Jesi, 4 de janeiro de 1710 – Pozzuoli, 16 de março de 1736) foi um compositor, organista e violinista italiano de óperas e música sacra do período barroco.
Foi o terceiro filho de uma família originária de Pergola que há muito se mudava para Jesi, duas pequenas cidades então pertencentes aos Estados Papais, que actualmente se situam respectivamente na província de Pésaro e Urbino e na de Ancona.
Depois de ter estudado violino com Francesco Mondini, foi convidado, aos 16 anos, para o Conservatório dos Pobres de Jesus Cristo, em Nápoles. Durante os cinco anos que frequentou esta academia as suas propinas foram pagas por um aristocrata de Jesi.
Esta passagem carece de fontes
Esta passagem carece de fontes
Esta passagem carece de fontes
Os últimos meses de vida foram passados no mosteiro franciscano de Pozzuoli, para onde se retirou, aparentemente convencido de que a tuberculose não lhe permitiria regressar a Nápoles. Morreu em Março de 1736, com 26 anos.
Pergolesi recebeu a encomenda da Confraternità dei Cavalieri di San Luigi di Palazzo (monges da irmandade de San Luigi di Palazzo) para alterar o seu repertório, que antes usava a versão do texto com música de Alessandro Scarlatti.
Nas óperas, Pergolesi começou por escrever intermezzi que seriam tocados nos intervalos de óperas sérias em dois atos, e recebeu apoio de amigos, como, por exemplo, Jean-Philippe Rameau. Também escreveu diversas árias italianas ao estilo canzone, de muito bom gosto lírico.

## Obra
A maior parte de seu trabalho estreou em Nápoles, mas L'Olimpiade estreou em Roma. Entre seus trabalhos cómicos e dramáticos incluem-se:
- La conversione e morte di San Guglielmo (A conversão e morte de São Guilherme, Verão de 1731), sua primeira ópera
- La Salustia (Janeiro de 1732)
- Lo frate 'nnammorato (O irmão apaixonado, 27 de Setembro de 1732, com um texto Neapolitano)
- Il prigionier superbo (O prisioneiro soberbo, 28 de Agosto de 1733)
- La serva padrona (A senhorita servente, 28 de Agosto de 1733)
- Adriano in Siria (25 de Outubro de 1734)
- Livietta e Tracollo (25 de Outubro de 1734)
- L'Olimpiade (Janeiro de 1735)
- Il Flaminio (Outono de 1735, com um texto Neapolitano)
- Stabat Mater (1736)

Os trabalhos restantes foram os mais publicados no século XVIII, e muitos foram usados por outros compositores, que fizeram arranjos sobre temas dele. Até Johann Sebastian Bach adaptou a música do Stabat mater para uma versão poética alemã do Salmo 51, resultando no moteto Tilge, Höchster, meine Sünden, BWV 1 083. Dada a admiração que Pergolesi recebeu em toda a Europa, ainda mais numerosas foram as obras compostas por outros que lhe foram intencionalmente ou erroneamente atribuídas, de modo que até à segunda metade do século XX não havia certeza sobre quais eram as suas autênticas obras.